# Pristoceuthophilus cercalis
Pristoceuthophilus cercalis är en insektsart som beskrevs av Andrew Nelson Caudell 1916. Pristoceuthophilus cercalis ingår i släktet Pristoceuthophilus och familjen grottvårtbitare. Inga underarter finns listade i Catalogue of Life.